# Sammarçolles
Sammarçolles is een gemeente in het Franse departement Vienne (regio Nouvelle-Aquitaine) en telt 513 inwoners (1999). De plaats maakt deel uit van het arrondissement Châtellerault.

## Geografie
De oppervlakte van Sammarçolles bedraagt 21,5 km², de bevolkingsdichtheid is 23,9 inwoners per km².
De onderstaande kaart toont de ligging van Sammarçolles met de belangrijkste infrastructuur en aangrenzende gemeenten.

## Demografie
Onderstaande figuur toont het verloop van het inwonertal (bron: INSEE-tellingen).